# Ashley Cox
Ashley Cox (nacida el 15 de noviembre de 1956) es una modelo y actriz estadounidense.

## Biografía
Cox fue Playmate del Mes para la revista Playboy en diciembre de 1977. Fue fotografiada por Mario Casilli. Cox fue una de las "Playmates personales" de Hugh Hefner, un término con el que Hefner designaba a las mujeres con las que salía seriamente.
Cox apareció en películas como Logan's Run, Dive-In, y Looker.
Tiene dos niños y, tal como ella dijo en The Playboy Book en 1996:

He estado casada varias veces, y aún estoy buscando a mi caballero de brillante armadura. Los hombres piensan que quieren una chica de fantasía, pero cuando conocen a alguien que ha estado en el desplegable central y ha salido con un par de actores famosos, ellos se agobian.